# Stenopogon kirkwoodi
Stenopogon kirkwoodi là một loài ruồi trong họ Asilidae. Stenopogon kirkwoodi được Wilcox miêu tả năm 1971. Loài này phân bố ở vùng Tân Bắc giới.